# Lukavec u Hořic
Lukavec u Hořic é uma comuna checa localizada na região de Hradec Králové, distrito de Jičín‎.